# アドルフ・エドヴァルト・ヘルシュタイン

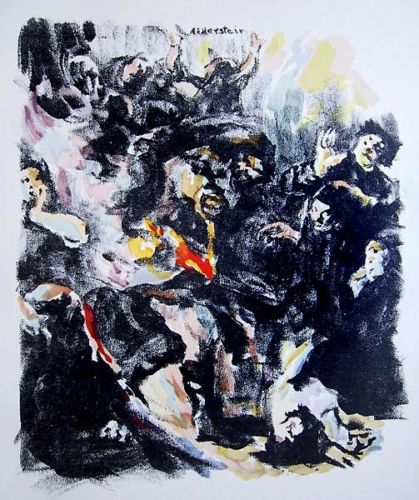
アドルフ・エドヴァルト・ヘルシュタイン作「放火犯」(1915)

アドルフ・エドヴァルト・ヘルシュタイン（Adolf Edward Herstein、1869年 - 1932年）は、ポーランド生まれの画家、版画家である。ドイツなどで活動した。印象派のスタイルの画家でベルリン分離派のメンバーであった。

## 略歴
ワルシャワで生まれた。ワルシャワの絵画学校でヴォイチェフ・ゲルソン（1831-1901）の指導を受けた後、1891年からドイツのミュンヘン美術院に入学し、ヨハン・カスパー・ヘルテリッヒの教室で学んだ。ミュンヘンではアントン・アズベの運営する私立の美術学校でも学んだ。その後パリのアカデミー・ジュリアンでも学んだ。
アズベの美術学校で学んでいた時期には、北ドイツの貴族レーベントロウ家（Reventlow）の娘で後に作家として知られることになるファニー・ツー・レーベントロウ（Fanny zu Reventlow: 1871-1918）と恋愛事件を起こし、1895年レーベントロウが男子を出産し、その父親を明らかにしなかった時、ヘルシュタインが父親でないかと疑われたがそれを否定した。
1898年にワルシャワの美術振興協会（Towarzystwie Zachęty Sztuk Pięknych）の展覧会にデビューし、その後も美術振興協会の展覧会や美術収集のAleksander Krywultが主催するワルシャワの展覧会にはときおり出展した。1904年から1910年の間はワルシャワで美術学校のオーナーであった。この学校で学んだ学生にはロマン・クラムシュティク（Roman Kramsztyk: 1885—1942）がいる。
政治活動にも積極的に参加し、ロシアで1905年に革命がおきた後、ロシア当局の取り締まりが厳しくなったため、ワルシャワからベルリンに移り、マックス・リーバーマン (1847–1935)に勧められて「ベルリン分離派」に参加した。ベルリン分離派の活動に熱心であり、1913年から1917年の間分離派の展覧会に出展した。リーバーマンやロヴィス・コリント、レッサー・ユリィらのグループで活動した。
1932年にベルリンで没した。

## 作品

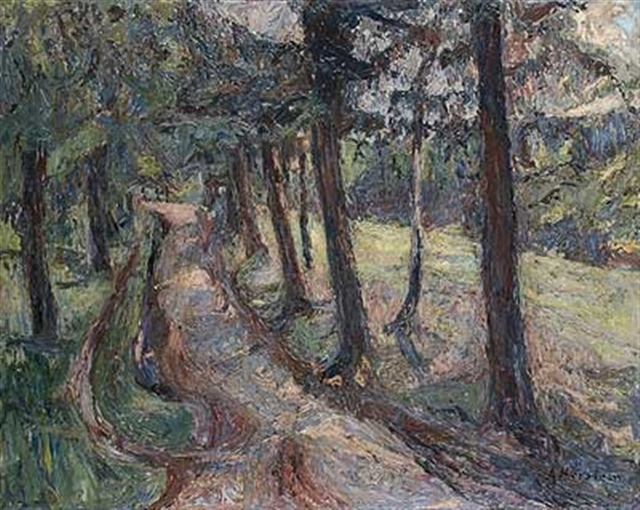
森陰の小道（1900年代）
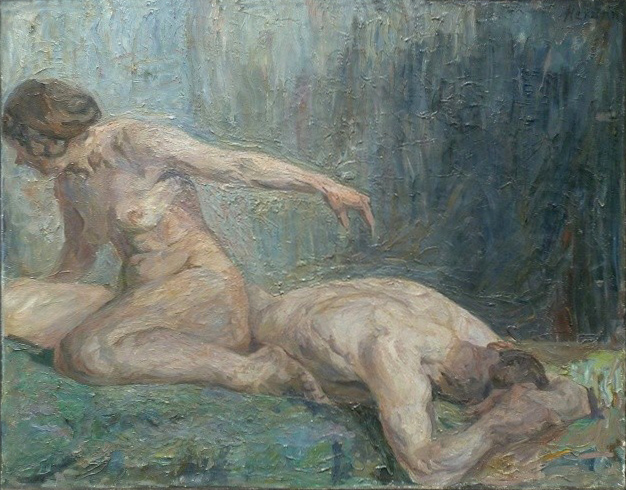
親しい関係
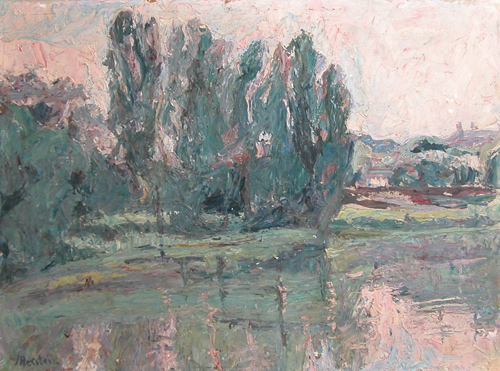
風景（1900年代）